# Richardia eburneosignata
Richardia eburneosignata är en tvåvingeart som beskrevs av Willi Hennig 1937. Richardia eburneosignata ingår i släktet Richardia och familjen Richardiidae. Inga underarter finns listade i Catalogue of Life.